# Хосе Алустіса
Хосе Алустіса (ісп. José Alustiza, 3 вересня 1947) — іспанський хокеїст на траві. Грав за клуб «Атлетіко» з Сан-Себастьяна. Увійшов до складу збірної Іспанії на літніх Олімпійських іграх 1972 в Мюнхені, де вона посіла 7-ме місце. Грав на позиції захисника, зіграв 4 матчі і забив 1 гол у ворота збірної Малайзії.